# サン・ダミアーノ・マクラ
サン・ダミアーノ・マクラ（伊: San Damiano Macra）は、イタリア共和国ピエモンテ州クーネオ県にある、人口約400人の基礎自治体（コムーネ）。

## 地理

### 位置・広がり
| 隣接するコムーネは以下の通り。 - カルティニャーノ - カステルマーニョ - チェッレ・ディ・マクラ - ドロネーロ - フラッシノ - マクラ - メッレ - サンペイレ |

#### 地震分類
イタリアの地震リスク階級 (it) では、3s に分類される
。

## 行政

### 分離集落
サン・ダミアーノ・マクラには、以下の分離集落（フラツィオーネ）がある。
- Lottulo, Paglieres, Pagliero, Reboissino